# 尼泊爾地質

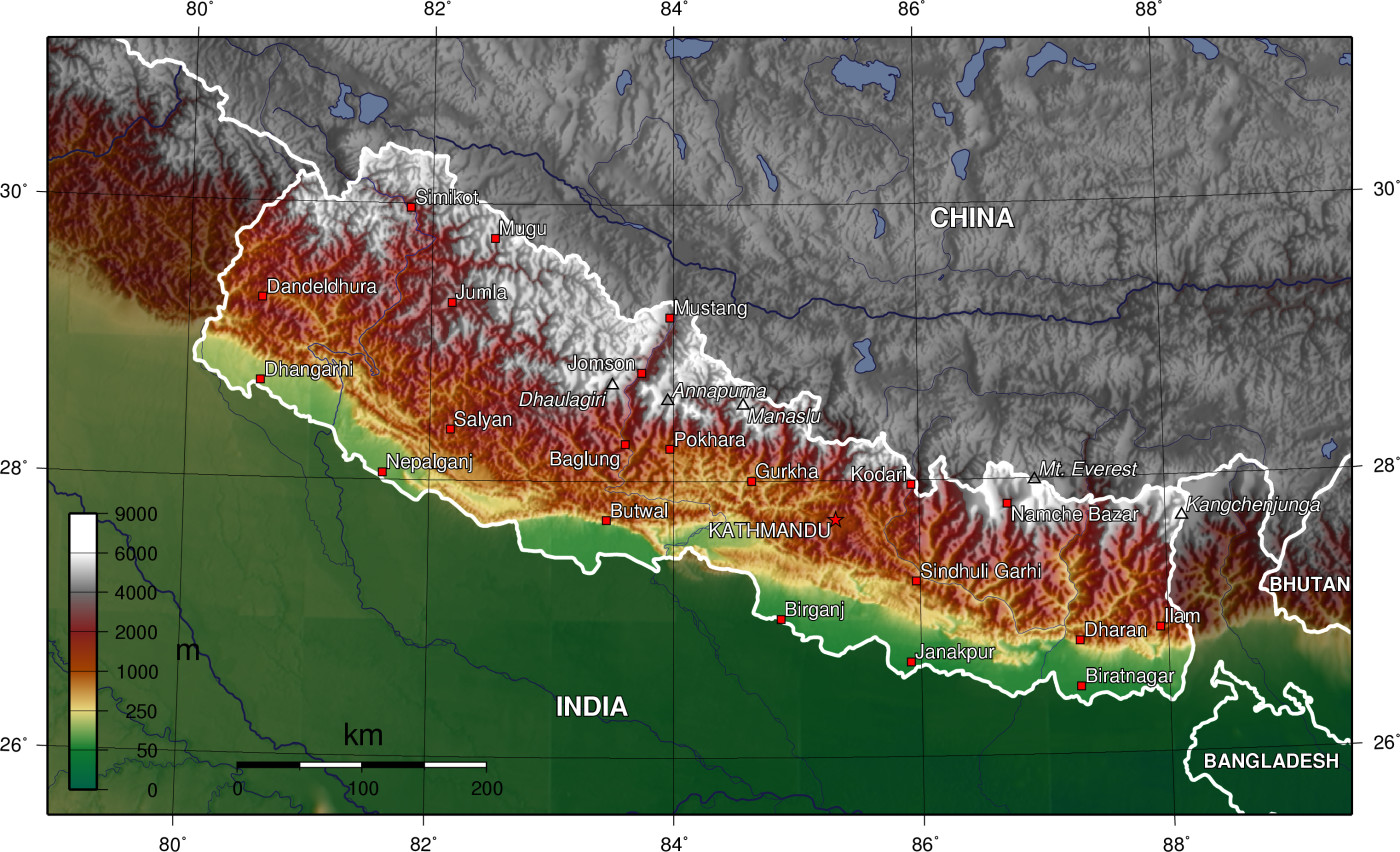
尼泊爾地形圖。

尼泊爾地質以喜马拉雅山脉為主，這是一座最高、最年輕且非常活躍的山脈。 喜马拉雅山脉是研究正在進行的大陸與大陸碰撞構造的典型地點。 喜馬拉雅弧從巴基斯坦北部印度河沿岸的南迦帕尔巴特峰(8,138米（26,699英尺）)向東延伸約2,400 km（1,500 mi），到達雅魯藏布江-布拉马普特拉河峽谷的南迦巴瓦峰(7,756米（25,446英尺）)西藏東部。 其中約800 km（500 mi）位於尼泊爾境內； 其餘地區包括不丹以及巴基斯坦、印度、和中國的部分地區。
自5500萬年以來，喜馬拉雅造山運動始於古新世/始新世時期印度次大陸與歐亞大陸的碰撞，已使印度地壳增厚至目前的70 km（43 mi）厚度。 印度的西北端在與亞洲碰撞後似乎已經沿著缝合带的全長相遇了約4000萬年。
在印度-亞洲碰撞開始之前，印度地盾的北部邊界可能是一個變薄的大陸邊緣，其上沉積了元古宙碎屑沉積物和寒武紀±始新世特提斯陸架序列。

## 尼泊爾喜馬拉雅山山地貌構造劃分
海姆(Heim)和甘塞爾(Gansser)將喜马拉雅山脉的岩石分為四個構造地層區域，這些區域具有獨特的地層學和地形特徵。 從南到北，可分為五個緯向地形構造帶，它們是：
1. 恆河平原（特莱平原）
2. 亞喜馬拉雅山脈（Chure 或西瓦利克山脈）
3. 小喜馬拉雅山（摩訶婆羅多山脈），
4. 大喜馬拉雅山，以及
5. 西藏喜馬拉雅地區（特提斯喜馬拉雅）。

### 註腳
1. 1 2  Le Fort 1996.
2. ↑  Le Fort 1975.
3. ↑  Dewey et al. 1988.
4. ↑  Heim & Gansser 1939; Gansser 1964.

## 外部連結
- （英文）"工程師的尼泊爾地質學"